# Tűzföldi tüskefarkú
A tűzföldi tüskefarkú (Aphrastura spinicauda) a madarak (Aves) osztályának verébalakúak (Passeriformes) rendjébe és a fazekasmadár-félék (Tyrannidae) családjába tartozó faj.

## Rendszerezése
A fajt Johann Friedrich Gmelin német természettudós írta le 1789-ben, a Motacilla nembe Motacilla spinicauda néven.

## Alfajai
- Aphrastura spinicauda bullocki Chapman, 1934
- Aphrastura spinicauda fulva Angelini, 1905
- Aphrastura spinicauda spinicauda (Gmelin, 1789)[2]

## Előfordulása
Dél-Amerika déli részén, az Andok lejtőin, Argentína, Chile és a Falkland-szigetek területén honos. Természetes élőhelyei a mérsékelt égövi erdők és gyepek, szubtrópusi száraz bokrosok, valamint másodlagos erdők. Állandó nem vonuló faj.

## Megjelenése
Testhossza 14 centiméter, testtömege 10-13 gramm. Fejét és szárnyait jellegzetes csíkok díszítik. Farka két tüskében végződik, melyet támaszkodásra is használ.
|  |

## Életmódja
Rovarokkal táplálkozik, melyet a fák törzséről és ágairól szed össze.

## Szaporodása
Fészkét ágüregbe készíti.

## Természetvédelmi helyzete
Az elterjedési területe rendkívül nagy, egyedszáma pedig stabil. A Természetvédelmi Világszövetség Vörös listáján nem fenyegetett fajként szerepel.